# Johann Joachim Becher

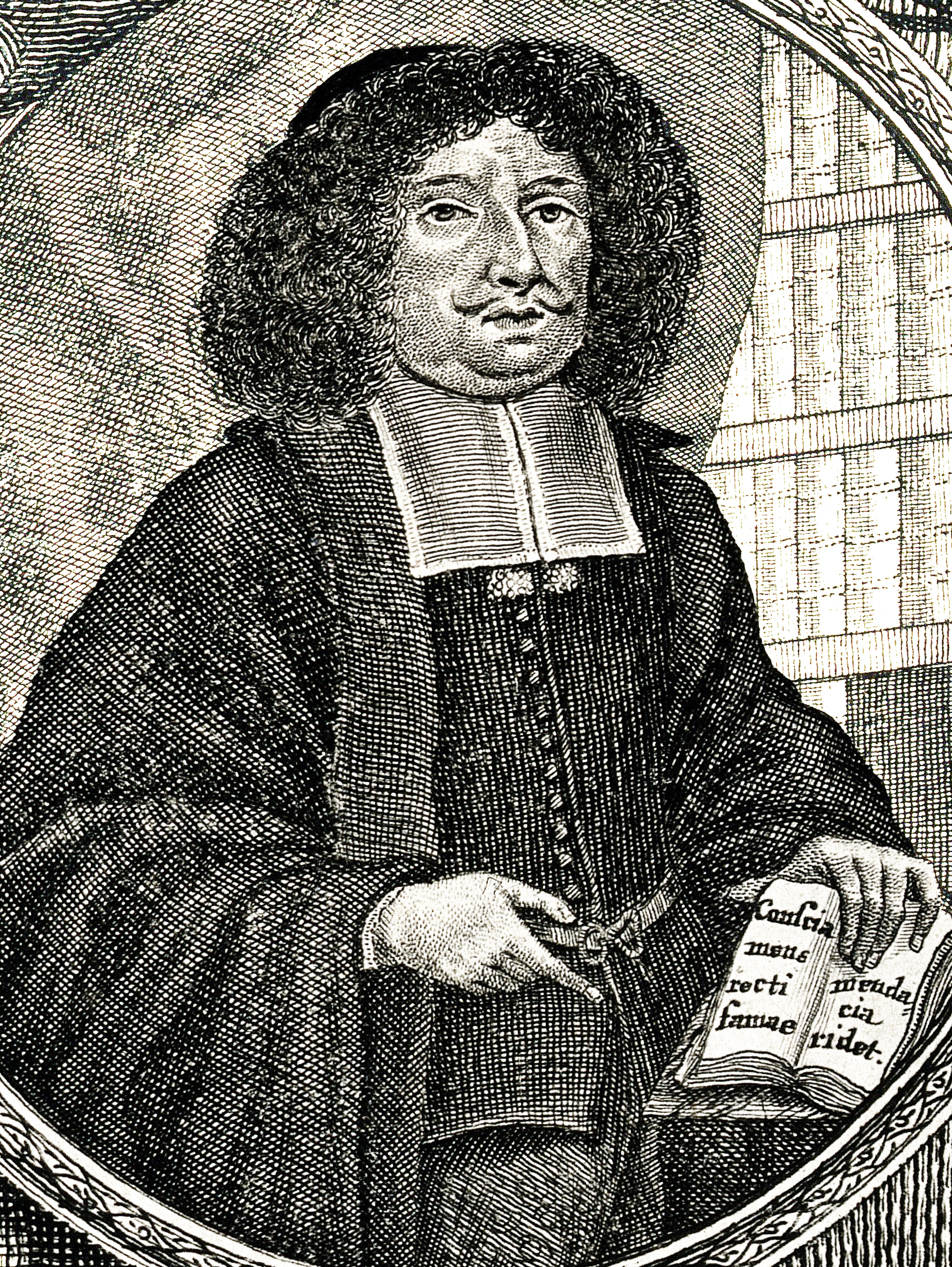
Johann Joachim Becher

Johann Joachim Becher (6 mei 1635 – oktober, 1682) was een Duits arts, alchemist, voorloper van de scheikunde, econoom, wetenschapper en avonturier. Hij is vooral bekend voor zijn ontwikkeling van de phlogistontheorie als verklaring van het verbrandingsproces en zijn inzet voor het Oostenrijkse kameralisme.